# Kósa Pál
Kósa Pál (Balatonfüred, 1921. január 25. – Budapest, 1959. augusztus 5.) lakatosmester.

## Élete
Kósa Antal és Farkas Márta fia. A polgári iskola elvégzése után ipari tanuló volt, majd épületasztalos szakmunkás. 1945-ben lépett be a kommunista pártba, Újpesten, s 1948-ig agitprop titkárként működött. Ekkor kizárták a pártból, s bár 5 év múlva visszahívták, a tagságot nem fogadta el. Az 1956-os forradalom idején október 25-én ő lett az Újpesti Forradalmi Bizottság elnöke. Megszervezte a kerület védelmét, az ellátást, ezek mellett pedig igyekezte elejét venni a kommunistaellenes megtorlásoknak, s több kommunista barátját megmentett. 1956. november 12-én letartóztatták, két évig fogva tartották, majd egy tömegperben 1959. március 15-én halálra ítélték. A Gyűjtőfogházban öngyilkosságot kísérelt meg.

## Emlékezete
Budapest IV. kerületében, Káposztásmegyeren 2000 óta utca viseli nevét (korábban Andrásfi Gyula utca).